# Catherine de Clermont
Catherine de Clermont (? – 19/20 septembre 1212/1213) est une comtesse de Clermont-en-Beauvaisis. Elle est l'épouse de Louis de Blois.

## Famille de Catherine
Les parents de Catherine sont Raoul Ier et la comtesse Alix de Breteuil, Catherine ayant pour frère Philippe, mort avant son père.
À la mort de son père, Catherine devient alors comtesse. Elle épouse Louis de Blois. Les enfants de Catherine et de Louis sont Raoul, Jeanne et Thibaut VI de Blois.